# 松口VS小林
松口VS小林（まつぐちブイエスこばやし）は、吉本興業所属のお笑いコンビ。1992年結成、1995年解散。

## メンバー
- 松口 祐樹（まつぐち ゆうき、1972年4月16日 - ）

ツッコミ担当。
解散後は、ハリガネロックを結成し活動（2014年解散）。2001年頃に芸名をユウキロックとした。
- 小林 友治（こばやし ともはる、1972年7月4日 - ）

ボケ担当。
解散後は、村越周司とモストデンジャラスコンビとして活動。その後、芸名をケンドーコバヤシに変えてピン芸人として活動中。

## 来歴・エピソード
- 養成所時代から、お互い大のプロレス好きという事もあって意気投合しそのままコンビを結成する。心斎橋筋2丁目劇場を拠点として、コントを主体に活動。主にプロレス技をふんだんに使った激しいコントを武器に活躍した。デビュー1年目から2丁目劇場のレギュラーメンバーに抜擢され、月1のトーナメント大会で3連覇を達成し殿堂入りを果たすなど、同期の中では頭角を現す存在になっていった[1]。
- しかし、結成2年目辺りから小林がピンでテレビやライブに呼ばれる事が多くなって次第にコンビ格差が広がっていき、それに対する松口の嫉妬もかなり強まっていったという。更に同時期に松口が尊敬する漫才師・ベイブルースの河本栄得が劇症肝炎による脳出血で急逝した事をきっかけに漫才に挑戦したいという気持ちが再燃し[2]、最終的に松口から小林へ解散を切り出した。しかし、その事を告げられた小林は直前までコンビの解散を拒み続けたという（最終的には小林が折れ、解散となった。）[3]。
  - 一方で小林によると、当時の小林が作っていたネタが「下着泥棒同士が殺し合う」などといった、かなり設定が無茶苦茶なものであったため、松口から「お前とやってたら絶対売れへん」と言われ解散したと2012年7月15日放送の「ざっくりハイタッチ」内で語られている。
- 松口はハリガネロック解散後に出版した自身の著書内で小林を「類まれな才能の持ち主」と語り、また小林も松口を「俺ら2人でMCやったら1番おもろい」と語っており、お互いを高く評価し合っていた。この為解散後も不仲という訳ではなく、互いに関係は良好である[4]。
- コンビ名の「松口VS小林」の「VS」が「バーサス」ではなく「ブイエス」という読み方なのは、コンビ名を考えた松口が当時「VS」を「バーサス」と読む事を知らなかったからとの事。この事実をコンビ活動中に松口は相方である小林にも伝えた事はなかった[5][6]。

## 出演番組
- オールザッツ漫才 - テレビ初出演。
- 笑いの剣
- すんげー!Best10 - 解散後に結成したコンビでも出演。
- 爆笑BOOING - 勝ち抜けず。
- 2丁目ワチャチャテレビ
- 楽珍!スポーツ共和国 (TBSテレビ) - 1994年10月26日